# İradə Aşumova
İradə Aşumova (Baku, 1958. február 25. –) olimpiai bronz-, világbajnoki ezüstérmes azeri sportlövő.

## Pályafutása
A Neftçi Baki sportolója volt. Az 1985-ös mexikóvárosi világbajnokságon még szovjet színekben ezüstérmet szerzett légpuskában. 1991-től Azerbajdzsánt képviselte a nemzetközi versenyeken. 1996 és 2012 között négy olimpián vett részt. Legjobb eredményét a 2004-es athéni olimpián érte el, ahol sportpisztolyban bronzérmet szerzett. Az 1998-as és a 2002-es világbajnokságon sportpisztolyban ezüstérmet szerzett.

## Sikerei, díjai
- Olimpiai játékok – sportpisztoly
  - bronzérmes: 2004, Athén
- Világbajnokság
  - ezüstérmes (3): 1985 (légpuska), 1998, 2002 (sportpisztoly)